# Xtrac Limited
Xtrac Limited ist ein englischer Getriebehersteller, 1984 gegründet vom ehemaligen Hewland-Ingenieur Mike Endean, mit Sitz in Thatcham. Das Unternehmen spezialisierte sich auf die Entwicklung und den Bau von verschiedenen Getrieben für den Motorsportsektor, insbesondere zu Beginn der Unternehmensgeschichte Allradgetriebe für Rallycross-Fahrzeuge.

## Unternehmensgeschichte

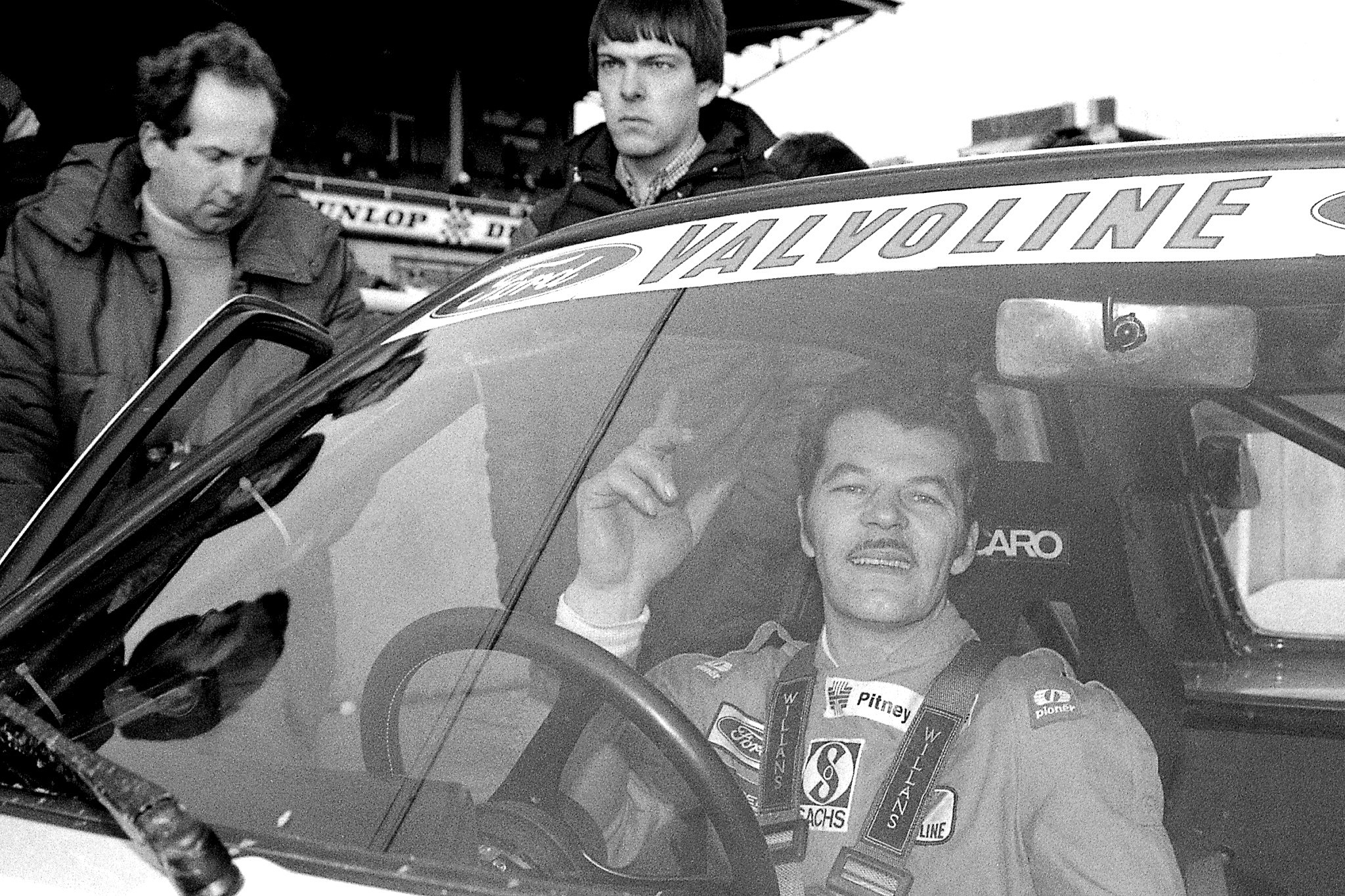
Martin Schanche und Mike Endean (links) beim ersten Renneinsatz von Xtrac No.1 im Dezember 1983

Mike Endean war Mitarbeiter beim Getriebehersteller Hewland, als er 1983 mit Hilfe des Elektronikers Chris Goddard den ersten Xtrac-Allradantrieb für den Rallycross-Fahrer Martin Schanche entwickelte. Der bis dahin dreifache Rallycross-Europameister aus Norwegen benötigte für seinen ab 1984 einzusetzenden Ford Escort einen während der Fahrt stufenlos regelbaren hydraulischen Allradantrieb und beauftragte damit den britischen Getriebespezialisten, der schon zuvor für ihn tätig gewesen war. Schanche lieferte dazu seine Idee per frugaler Skizze und finanzierte das Projekt, Endean und Goddard realisierten es innerhalb weniger Monate für ihn. Im Rahmen des British Rallycross Grand Prix 1983 wurde der neue Ford Escort XR3 4×4 mit einem 560 PS starken Zakspeed-Motor im Dezember der Öffentlichkeit präsentiert, 1984 holte sich Schanche damit den vierten Rallycross-Europameistertitel der FIA. Als kurze Zeit später die Sportabteilung von Opel unter Karl-Heinz Goldstein ihr Interesse an dem wegweisenden Allradantrieb für ihr geplantes Gruppe-S-Rallyeprojekt bekundete, verließ Endean Hewland und gründete mit Xtrac Ltd. seine eigene Firma, die anfänglich in einer kleinen Garage etabliert war. Michael Bruce Endean ist bereits seit vielen Jahren im Ruhestand und lebt seither auf der Kanalinsel Guernsey. Der Escort Xtrac No. 1 ist seit über 30 Jahren in seinem Besitz, Hobbyrennfahrer Endean nahm damit selbst an vielen Bergrennen und Sprintrennen teil.    
Im Jahr 2000 wurde in Thatcham ein neues Hauptquartier auf einer Fläche von 8200 m² gebaut, wo das Unternehmen heute noch seinen Hauptsitz hat. Außerdem gibt es seit 2003 in Indianapolis sowie Mooresville zwei Außenstellen von Xtrac.
2010 nutzten in der Formel 1 alle drei neuen Teams, HRT F1 Team, Virgin Racing sowie Lotus Racing, ein Getriebe aus Thatcham, da es mit dem Cosworth CA2010-V8-Saugmotor verbunden ist.
2011 wurde der Pagani Huayra, ein völlig in Handarbeit hergestellter Supersportwagen, vorgestellt. Dieser Wagen des italienischen Sportwagenherstellers enthält das Xtrac 1007 AMT, ein sequentielles Siebenganggetriebe.
2018 eröffnete die Premierministerin von Großbritannien, Theresa May, den neuen 22-Millionen-Pfund-Ausbau der Produktionsstätte. Des Weiteren expandierte das Unternehmen in den Automobil-, Schifffahrts- und Raumfahrtbereich.

## Motorsport
Xtrac beliefert eine große Anzahl verschiedener Teams und Rennserien mit seinen Getrieben. So war Xtrac unter anderem seit 2006 an vier Formel-1-Weltmeisterschaftsgewinnen beteiligt. Daneben haben elf Teams mit einem Xtrac-Getriebe seit 2006 die 500 Meilen von Indianapolis sowie acht weitere die IndyCar-Serie gewonnen.
Des Weiteren setzten viele Gewinner von Langstreckenrennen wie den 24-Stunden-Rennen von Le Mans, den 24-Stunden-Rennen von Daytona sowie dem 12-Stunden-Rennen von Sebring Xtrac-Getriebe ein.
2015 verwendete Kyle Busch beim NASCAR Sprint Cup ein Xtrac-Getriebe, 2016 nutzte bei den ADAC GT Masters das siegreiche Team Montaplast by Land-Motorsport mit seinem Fahrer Connor De Phillippi ein Xtrac-Getriebe und gewann damit die Meisterschaft.
Auch im Rallye-Sport ist Xtrac erfolgreich, so bezogen seit 2006 jeweils neun siegreiche Teams der Rallye-Weltmeisterschaft sowie der Rallye Dakar die Getriebe.

## Sonstiges
In der sechsten Folge der 20. Staffel des britischen Automagazins Top Gear wird gegen Ende der Episode auf die verschiedenen Wagen, die ein Xtrac-Getriebe beziehen, kurz eingegangen. 